# 24 hores de la vida d'una dona
24 hores de la vida d'una dona (títol original en francès Vingt-quatre heures de la vie d'une femme, en alemany 24 Stunden im Leben einer Frau) és una pel·lícula dramàtica de producció franco-alemanya del 1968 dirigida per Dominique Delouche, basada en el llibre Vint-i-quatre hores en la vida d'una dona de Stefan Zweig. Ha estat doblada al català.

## Sinopsi
L'adaptació cinematogràfica traspassa la trama al 1917 i al llac de Como, a Itàlia. L'heroïna, vídua de cinquanta anys, es troba amb un desertor alemany devorat per la passió pel joc, Després d'haver perdut tot davant dels seus ulls, el jove atractatiu abandona el casino, enganyat, amb l'aparent intenció de posar fi a la seva vida. Presa d'una llàstima perillosa (citant un altre títol de Zweig), on sense voler es barreja el desig d'ajudar i l'amor, Lady Copland el segueix sota la pluja que cau i aconsegueix amb gran dificultat evitar que continuï endavant l'acte. Però, la passió amorosa, amb el risc d'escàndol, resistirà a la del joc, sota el jou del qual es dobla el jove? Tot es resoldrà en vint-i-quatre hores.

## Repartiment
- Danielle Darrieux: Lady Alice Copland
- Robert Hoffmann: Thomas Leine
- Romina Power: Mariette
- Léna Skerla: Mademoiselle Stéphanie Georges
- Marthe Alycia: Madame Di Stefano
- Helga Eilendrop
- Even de Tissot: El pianista
- Madame Even de Tissot : la dama de rosa (no acreditada)

## Recepció
Formava part de la competició oficial del 21è Festival Internacional de Cinema de Canes, però el festival fou cancel·lat degut als esdeveniments del maig del 1968 a França. També fou exhibida com a part de la selecció oficial del Festival Internacional de Cinema de Sant Sebastià 1968.
Al 61è Festival Internacional de Cinema de Canes en fou exhibida una versió restaurada en el marc de Cannes Classics.